# Тапальке (муниципалитет)
Муниципалитет Тапальке  (исп. Partido de Tapalqué) — муниципалитет в Аргентине в составе провинции Буэнос-Айрес.
Территория — 4172 км². Население — 9178 человек. Плотность населения — 2,21 чел./км².
Административный центр — Тапальке.

## География
Департамент расположен в центральной части провинции Буэнос-Айрес.
Департамент граничит:
- на севере — с муниципалитетом Хенераль-Альвеар
- на востоке — с муниципалитетом Лас-Флорес
- на юго-востоке — с муниципалитетом Асуль
- на юго-западе — с муниципалитетом Олаваррия
- на западе — с муниципалитетом Боливар

## Важнейшие населенные пункты[2]
| № | Населённый пункт | Населённый пункт (исп.) | Категория | Население чел. (2010) | На карте                        |
| - | ---------------- | ----------------------- | --------- | --------------------- | ------------------------------- |
| 1 | Тапальке         | Tapalqué                | город     | 7444                  | 36°21′27″ ю. ш. 60°01′23″ з. д. |
| 2 | Крото            | Crotto                  | поселок   | 247                   | 36°34′40″ ю. ш. 60°10′18″ з. д. |
| 3 | Вельосо          | Velloso                 | поселок   | 127                   | 36°07′13″ ю. ш. 59°39′09″ з. д. |